# Дурлешти
Дурлешти је град у општини Кишињев, у Молдавији.

## Знамените личности
- Владимир Бодеску - политичар
- Петру Бубуруз - политичар

## Међународни односи
Дурлешти је побратимљен са:
- Блаж, Румунија